# 坂口豊蔵

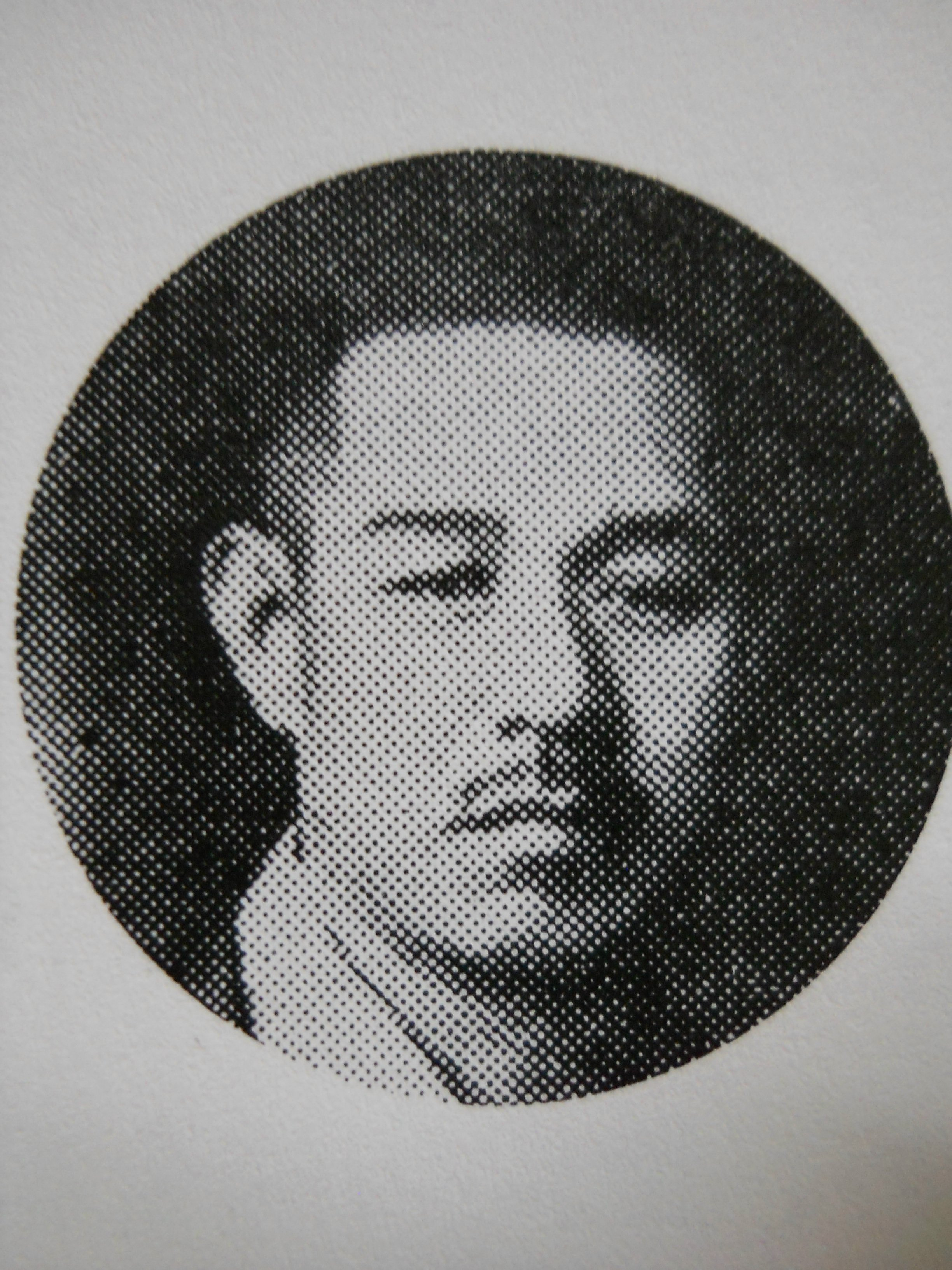
坂口豊蔵

坂口 豊蔵（さかぐち とよぞう、1872年（明治5年）1月13日 - 1930年（昭和5年）6月12日）は、日本の実業家。族籍は鳥取県平民。

## 経歴
鳥取県米子市尾高町の木綿問屋に生まれる。坂口平吉郎の五男。兄平兵衛の養子となり、1920年、家督を相続する。煙草元売捌・製糸業を営む。銀行会社の重役として知られる。
有限責任米子信用組合初代組合長、坂口合名会社代表社員、米子電車軌道、米子製鋼所、八頭木材各社長、米子銀行副頭取、山陰電気副社長、米子坩堝、山陰日日新聞各取締役、日本製絲、皆生温泉土地各監査役などをつとめる。

## 人物
鳥取県立米子工業学校建設費として金1万円を寄付したため、1928年に勅定の紺綬褒章を賜う。また米子市水道敷設費として金3万円を寄付したため、紺綬褒章飾版1箇を賜う。
住所は鳥取県米子市尾高町。

## 家族・親族
坂口家

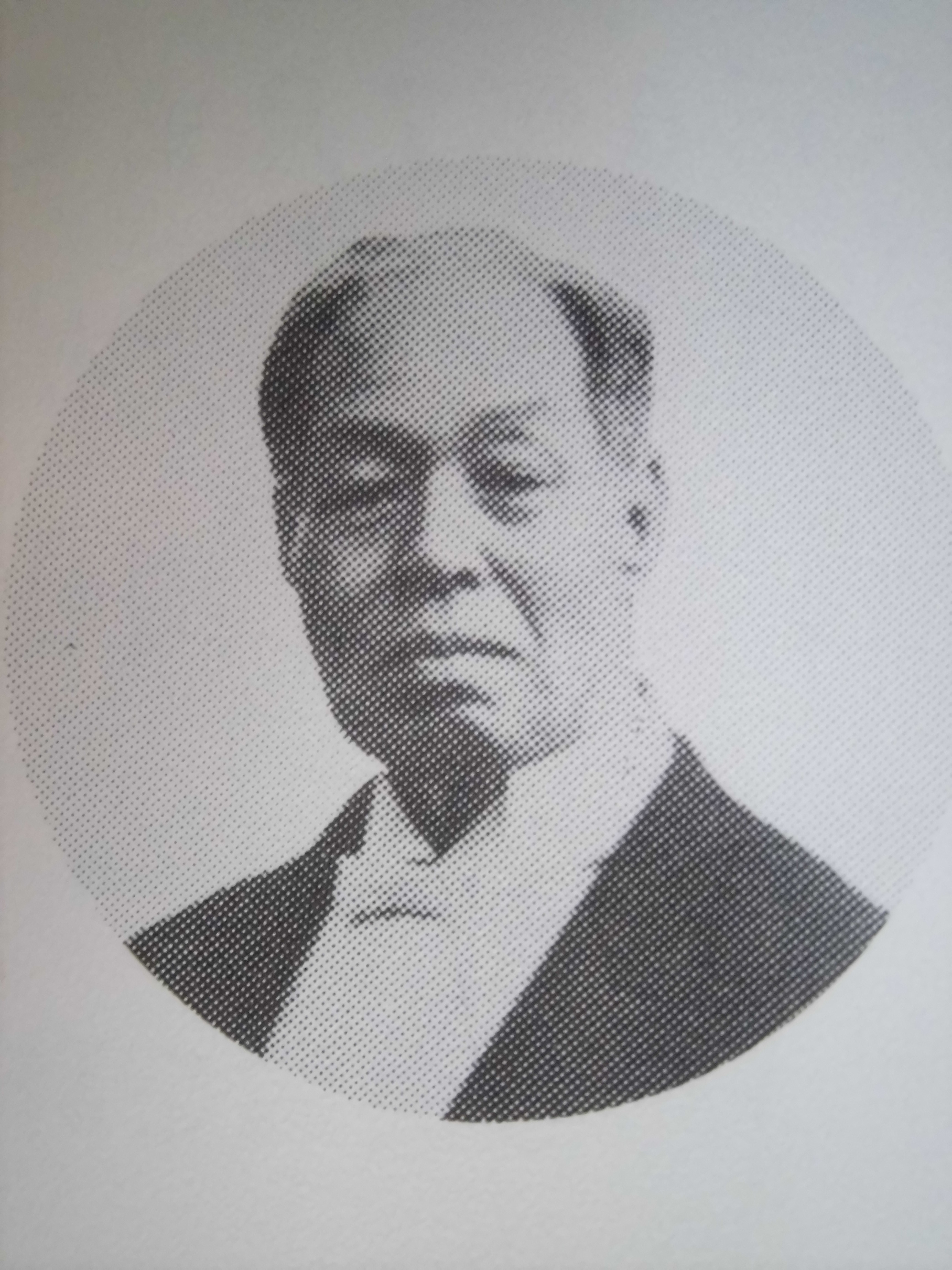
坂口平兵衛

- 父・平吉郎 - 平吉郎は木綿買いの行商を家業としていたが、維新当時にこじんまりした木綿問屋を開いた[11]。
- 実兄、養父・平兵衛[12]（1854年 - 1933年、鳥取平民[2]、実業家[2]、資産家、貴族院議員、米子銀行頭取、日本製絲、博愛病院、山陰水産各社長[12]）
- 妻・とみ（1876年 - ?、島根、石橋孫八の長女[2][5]、石橋正彦の姉[4]）
- 長男・晋一郎（1893年[4] - 1937年[13]、坂口合名会社社員[13]） - 晋一郎は豊蔵以上に才能がなかったため、宗家が嗣がれなかった[11]。家督相続人は米子市西町の坂口幹[13]。
  - 同妻・フミ（1897年 - ?、島根、三島盛之助の妹）[4]
- 養子・平兵衛（1906年 - 1986年、前名・清太郎[4]、坂口合名会社代表社員会長） - 養父平兵衛の庶子[4]、生母は鳥取の都田たみである[4][5]。平兵衛が借金のカタに引っ張り込んだ手間村の都田某の娘が平兵衛が52歳の時に男児を分娩した[11]。この男児が清太郎（のちの平兵衛）である[11]。

親戚
- 坂口武市（隠岐電気社長、山陰電気常務取締役、米子商工会議所会頭）
- 岳父・石橋孫八（衆議院議員）
- 妻の弟
  - 石橋正彦（平田町長、農業、島根県多額納税者）
  - 金藤英夫[4]（米子製鋼所支配人、米子銀行常務取締役）